# Старый Завод (Вологодская область)
Старый Завод — хутор в Бабаевском районе Вологодской области.
Входит в состав Тороповского сельского поселения, с точки зрения административно-территориального деления — в Тороповский сельсовет.
Расстояние по автодороге до районного центра Бабаево составляет 27 км, до центра муниципального образования деревни Торопово — 1 км. Ближайшие населённые пункты — Вантеево, Лютомля, Смородинка, Тешемля, Тешемля, Токарево, Торопово, Тупик.
Население по данным переписи 2002 года — 9 человек.